# کد تروما: قهرمانان در آماده‌باش
کد تروما: قهرمانان در آماده‌باش (انگلیسی: The Trauma Code: Heroes on Call؛‏ کره‌ای: 중증외상센터) یک مجموعه تلویزیونی محصول کره جنوبی به کارگردانی لی دو یون، به نویسندگی چوی ته کانگ و با بازی جو جی هون، چو یونگ وو، یون کیونگ هو، ها یونگ و جونگ جه کوانگ است. این مجموعه بر پایه وب‌تون مرکز تروما: ساعت طلایی است که در سال ۲۰۱۹ در ناور وب‌تون منتشر شد. این مجموعه در ۲۴ ژانویه ۲۰۲۵ از نتفلیکس منتشر شد.

## بازیگران

### اصلی
- جو جی هون در نقش بک کانگ هیوک[۱]
- چو یونگ وو در نقش یانگ جه وون[۱]
- یون کیونگ هو در نقش هان یو ریم[۱]
- ها یونگ در نقش چون جانگ می[۱]
- جونگ جه کوانگ در نقش پارک کیونگ وون[۱]

### مکمل
- جانگ سونگ یون[۲]